# 舞台灯光
舞台灯光是一门技术与艺术的结合，在剧场中，对话剧、舞蹈、歌剧等表演形式照明的一门艺术。舞台灯光使用一系列器具。和传统舞台灯光比起来，新一代电脑控制舞台灯光在运动控制、效果控制、智能化等方面有了革命性的突破，为舞台艺术提供了更生动、更绚丽的效果，而且还包括特效，比如激光和烟雾。运用舞台灯光设备和技术，以光色及亮度渲染气氛，突出舞台重点，塑造舞台演出的形象，若必要亦提供灯光效果如风、雨、云、水或闪电等。从事此行业的人被称为灯光师或照明设计师。

## 作用
灯光的作用很多，包括：
- 灯光明暗变化，适用不同的情节变化，如明亮与阴暗的场景变化
- 颜色变化，可以表现不同的情绪，比如亮红色和淡紫色给人的感觉是不一样的，还可以揭示时间地点，比如蓝色可以代表晨曦的微光，橘色提示观众晚霞的凄凉
- 图案变化，可以展示不同的图案效果，如满天星、玫瑰花等适合不同的场景表达，还可以展示公司LOGO或者需要的文字等
- 光斑放大缩小：适合不同大小的人、物、景，也满足远近不同的距离。切割效果可以满足特殊景物的照明，不会影响周围景物
- 运动效果：如快速频闪可以用在欢快的节奏，而慢速可以满足抒情、平缓的情绪表达
- 染色效果可以用于舞台的铺光